# 鑽彩
鑽彩，是日本現役純種競賽馬匹。目前主要勝場有2023年NHK一哩賽。

## 出賽前
2020年3月3日出生於北海道千歲市社台牧場，成長途中被馬主青山洋一購入。
其後交由美浦訓練中心練馬師田中剛訓練。

## 競賽生涯

### 2歲
2022年10月29日出戰東京競馬場2歲新馬戰，由戶崎圭太策騎下成功於直路爆發末腳，最終以1 1/4馬位優勢取得首勝利。
其後出戰一捷馬戰秋海棠賞，本次比賽採用領放戰術，成功一放到底再下一城。

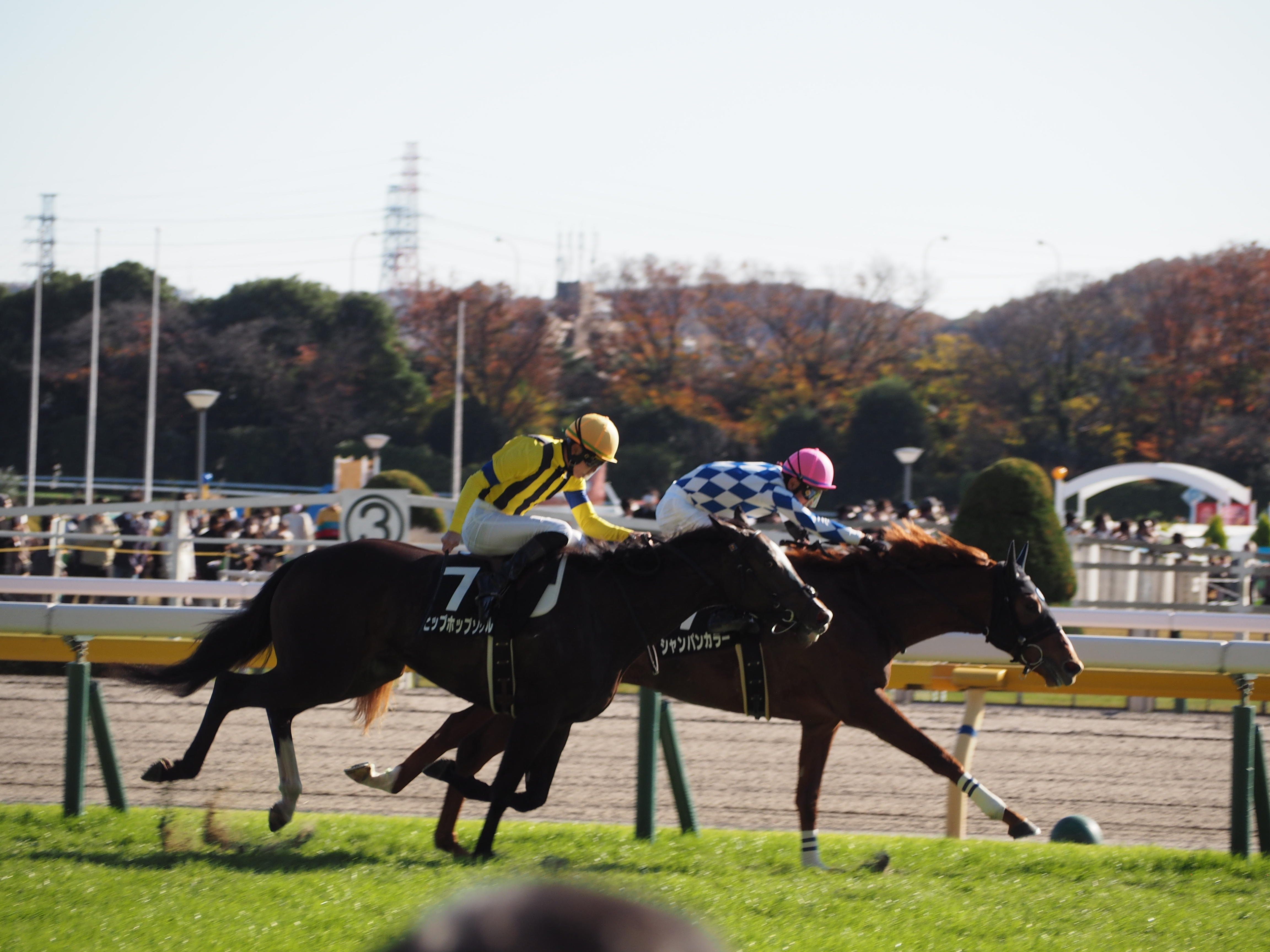
出戰秋海棠賞的鑽彩

### 3歲
2023年首戰爲1月15日的京成盃，比賽初段一直跟隨領放的花崗石於第二的位置推進，但於進入直路後未能繼續保持速度，最終被其他賽駒超越下僅獲得第六。
4月8日出戰新西蘭盃，改由內田博幸策騎。比賽開始後，其處於中團靠前約莫第六的位置展開推進，通過最後彎道後提速並佔據有利位置，最終跑出不俗的末腳速度下僅敗於Eeyan及Umbrial取得第三。
其後出戰NHK一哩賽，由於此前戰績飄忽不定而僅獲第九人氣。比賽開始後，其選擇於較後方的位置追走，並於比賽途中一直保持此緩慢的節奏。然而進入直路後，其突然由外檔位置衝出並加速，以超凌厲的姿態超越前方所有賽駒，最終繼續保持速度下成功抵擋後方高峰山道及大宴重酬的追擊，以爆冷的姿態取得首個一級賽冠軍，亦爲騎師內田帶來暌違五年的一級賽優勝。
6月4日出戰安田紀念，爲其首次面對年長馬匹。比賽開始後，其選擇於較前的位置推進，並於比賽途中嘗試加速進佔更前的位置，然而進入直路後，其並未能如同此次的比賽一樣繼續衝刺保持速度，最終失速之下以第十四大敗。

### 4歲
休養近大半年後於2024年2月復出出戰二月錦標，為其首次挑戰泥地賽事，然而泥地適性於完全不足下加上受到快步速影響，於最後直路急劇失速以包尾第十六大敗。
其後重返草地並縮程以高松宮紀念作為目標，然而於比賽途中一直保持於後方位置，於直路上亦未能交出明顯的加速，最終無法衝出下以第十七大敗。
其後遠征香港出戰以冠軍一哩賽，但於出閘後隨即落後於隊伍最後方，於比賽途中亦未能展開加速的勢頭，最終以包尾第十一落敗。
回國休養過後於12月復出出戰阪神盃，比賽初段保持於中團內欄位置等待時機，但於直路上未能由中檔位置順利突破，最終被阻擋加速路線下僅跑跑獲第十二的戰績。

### 5歲
2025年於2月復出出戰東京新聞盃，比賽初段維持在先頭位置，其後放慢步伐處於中團內欄穩步追走。進入直路後，其繼續於所在位置嘗試加速，但於最後100米左右才有較明顯的走勢，最終取得第七的戰績。
其後以打吡公爵挑戰盃作為目標，本次比賽選擇保持在後方位置追走，在彎道前稍微抽出外檔望空，進入直路後處於後方位置下逐步加速衝刺，最終以較短的差距跑獲第六的戰績。
6月緊接挑戰安田紀念，出閘時隨即因為漏閘落於最後方的位置，稍為發力下重新跟上大部隊並一直維持在隊伍最後方。進入直路後，其不斷在大外檔位置加速衝刺，最終跑出全場最快末腳速度下追回一席第六的位置。

### 詳細賽績
| 日期       | 舉辦國家/地區 | 馬場 | 距離   | 級別 | 賽事名稱       | 負重 | 騎師     | 馬號 | 出馬 | 名次 | 時間    | 頭馬（二馬）     |
| ---------- | ------------- | ---- | ------ | ---- | -------------- | ---- | -------- | ---- | ---- | ---- | ------- | ---------------- |
| 29/10/2022 | 日本          | 東京 | 草1600 |      | 2歲新馬        | 55   | 戶崎圭太 | 8    | 15   | 1    | 1:35.5  | （Relax）        |
| 27/11/2022 | 日本          | 東京 | 草1600 |      | 秋海棠賞       | 55   | 戶崎圭太 | 9    | 10   | 1    | 1:34.6  | （Hip Hop Soul） |
| 15/1/2023  | 日本          | 中山 | 草2000 | GIII | 京成盃         | 56   | 戶崎圭太 | 9    | 9    | 6    | 2:03.0  | 初日高升         |
| 8/4/2023   | 日本          | 中山 | 草1600 | GII  | 新西蘭盃       | 56   | 內田博幸 | 6    | 16   | 3    | 1:34.0  | Eeyan            |
| 7/5/2023   | 日本          | 東京 | 草1600 | GI   | NHK一哩賽      | 57   | 内田博幸 | 11   | 17   | 1    | 1:33.8  | （高峰山道）     |
| 4/6/2023   | 日本          | 東京 | 草1600 | GI   | 安田紀念       | 54   | 内田博幸 | 9    | 18   | 14   | 1:32.6  | 前人足跡         |
| 18/2/2024  | 日本          | 東京 | 泥1600 | GI   | 二月錦標       | 58   | 内田博幸 | 2    | 16   | 16   | 1:38.4  | 尼羅長流         |
| 24/3/2024  | 日本          | 中京 | 草1200 | GI   | 高松宮紀念     | 58   | 吉田豐   | 9    | 18   | 17   | 1:11.3  | 消暑樂祭         |
| 28/4/2024  | 香港          | 沙田 | 草1600 | GI   | 冠軍一哩賽     | 57   | 坂井瑠星 | 7    | 11   | 11   | 1:36.63 | 永遠美麗         |
| 21/12/2024 | 日本          | 京都 | 草1400 | GII  | 阪神盃         | 58   | 西村淳也 | 10   | 18   | 12   | 1:20.7  | 奈村佳盈         |
| 9/2/2025   | 日本          | 東京 | 草1600 | GIII | 東京新聞盃     | 59   | 内田博幸 | 3    | 7    | 16   | 1:33.1  | 水之輝           |
| 5/4/2025   | 日本          | 阪神 | 草1600 | GIII | 打吡公爵挑戰盃 | 58.5 | 内田博幸 | 12   | 13   | 6    | 1:32.7  | 詩歌遊子         |
| 8/6/2025   | 日本          | 東京 | 草1600 | GI   | 安田紀念       | 58   | 内田博幸 | 9    | 18   | 6    | 1:33.1  | 遠觀天象         |

## 血統簡介
父系大鳴大放爲日本賽駒，生涯戰績優秀，曾勝出皋月賞及東京優駿（日本打吡），退役後配種成績亦極爲優秀。祖父夏威夷王爲日本賽駒，生涯戰績極爲優秀，僅得一戰未能獲勝，曾勝出一級賽NHK一哩賽及東京優駿（日本打吡），爲日本史上首匹贏得變則二冠的賽駒。
母系Memorial Life爲英國馬匹，生涯無出賽紀錄。外祖父Reckless Abandon爲英國賽駒，生涯戰績優秀，曾勝出一級賽中央公園錦標及莫尼大賽。

### 血統表
| 父線：金滿寶系（淘金者系）            |                                 |                 |                |
| 種馬 大鳴大放 2012年（棗色）          | 夏威夷王 2001年（棗色）         | 金滿寶          | 淘金者         |
| 種馬 大鳴大放 2012年（棗色）          | 夏威夷王 2001年（棗色）         | 金滿寶          | Miesque        |
| 種馬 大鳴大放 2012年（棗色）          | 夏威夷王 2001年（棗色）         | Manfath         | 最後大官       |
| 種馬 大鳴大放 2012年（棗色）          | 夏威夷王 2001年（棗色）         | Manfath         | Pilot Bird     |
| 種馬 大鳴大放 2012年（棗色）          | Admire Groove 2000年（棗色）    | 週日寧靜        | Halo           |
| 種馬 大鳴大放 2012年（棗色）          | Admire Groove 2000年（棗色）    | 週日寧靜        | Wishing Well   |
| 種馬 大鳴大放 2012年（棗色）          | Admire Groove 2000年（棗色）    | 氣槽            | 東來兵         |
| 種馬 大鳴大放 2012年（棗色）          | Admire Groove 2000年（棗色）    | 氣槽            | Dyna Carle     |
| 繁殖雌馬 Memorial Life 2015年（棗色） | Reckless Abandon 2010年（棗色） | Exchange Rate   | 單色           |
| 繁殖雌馬 Memorial Life 2015年（棗色） | Reckless Abandon 2010年（棗色） | Exchange Rate   | Sterling Pund  |
| 繁殖雌馬 Memorial Life 2015年（棗色） | Reckless Abandon 2010年（棗色） | Sant Elena      | Efisio         |
| 繁殖雌馬 Memorial Life 2015年（棗色） | Reckless Abandon 2010年（棗色） | Sant Elena      | Argent Du Bois |
| 繁殖雌馬 Memorial Life 2015年（棗色） | Baldovina 2004年（棗色）        | Tale of the Cat | 雷貓           |
| 繁殖雌馬 Memorial Life 2015年（棗色） | Baldovina 2004年（棗色）        | Tale of the Cat | Yarn           |
| 繁殖雌馬 Memorial Life 2015年（棗色） | Baldovina 2004年（棗色）        | Baldwina        | Pistolet Bleu  |
| 繁殖雌馬 Memorial Life 2015年（棗色） | Baldovina 2004年（棗色）        | Baldwina        | Balioka        |
| 雌系：號族：1-n                       |                                 |                 |                |
| 五代內近親交配：淘金者 4×5            |                                 |                 |                |

## 命名由來
名字Champagne Color（シャンパンカラー）是鑽石分級中，最優質及最有價值的一種成色，香港取此意思，翻譯為「鑽彩」。

## 外部連結
- 鑽彩 netkeiba.com （页面存档备份，存于）
- 血統表 （页面存档备份，存于）